# Борщенко Ігор Олександрович
І́гор Олекса́ндрович Борще́нко (12 серпня 1966) — народний депутат України 1-го скликання.

## Життєпис
Народився 12 серпня 1966 року в селі Бронниця, Могилів-Подільський район, Вінницька область, УРСР в сім'ї робітників. Українець, освіта вища, Кам'янець-Подільський педагогічний інститут імені В. П. Затонського, Національна Академія внутрішніх справ України.
1983 — учень ПТУ № 4.
1984 — слюсар Вінницького хімічного заводу.
1984 — служба в Радянській Армії, Обмежений контингент радянських військ в Афганістані.
1987 — слюсар контрольно-вим. приладів, Могилів-Подільський машинобудівний завод.
1988 — піонервожатий Всеросійського піонерського табору «Орленок» Краснодарський край РРФСР.
1989 — інструктор Могилів-Подільського міськкому ЛКСМУ.
1989 — керівник підліткового військово-патріотичного клубу «Шураві», м. Могилів-Подільський.
1994 — старший оперуповноважений ОТУ МВС України.
Член КПРС 1986—1991; голова районної ради воїнів запасу.
Висунутий кандидатом у народні депутати пленумом Могилів-Подільського МК ЛКСМУ.
4 березня 1990 року обраний народним депутатом України 1-го скликання, 1-й тур 53.60 % голосів, 4 претенденти.
- Вінницька область
- Могилів-Подільський виборчий округ № 27
- Дата прийняття депутатських повноважень: 15 травня 1990 року.
- Дата припинення депутатських повноважень: 10 травня 1994 року.

Входив до групи «Злагода — Центр».
Член Комісії ВР у справах ветеранів, пенсіонерів, інвалідів, репресованих, малозабезпечених і воїнів-інтернаціоналістів; член Комісії з питань правопорядку та боротьби із злочинністю.
Нагороджений медалями «За відвагу», «Від вдячного Афганського Народу», грамотою Президії ВР СРСР «Воїну-інтернаціоналісту».
Одружений, має дитину.